# Готлоб Фреге
Фридрих Лудвиг Готлоб Фреге (Визмар, 8. новембар 1848 — Бад Клајнен, 26. јул 1925), немачки математичар, логичар и филозоф. Један је од оснивача модерне математичке логике и аналитичке филозофије. Сматра се једним од највећих логичара свих времена.

## Биографија
Највећи део своје научне каријере провео је на Универзитету у Јени. Држао је предавања из многих области математике, као на пример из аналитичке геометрије, диференцијалних једначина, механике, иако је већина његових радова везаних за математику у оквиру логике. Његови најзначајнији радови су из области логике, филозофије математике и филозофије језика. Фреге је рекао: „Сваки добар математичар је макар упола филозоф, а сваки добар филозоф је макар упола математичар.“
Године 1879, Фреге је конструисао прву варијанту предикатског рачуна. Она је веома слична оној која се данас користи, мада Фреге користи другачију нотацију. Фрегеово откриће квантификатора који везују променљиве, сматра се једним од највећих открића деветнаестог века.
Фреге је желео да покаже да је целу математику могуће свести на логику, али у томе није успео. Развио је специфичну филозофију језика, коју и данас многи филозофи сматрају веома значајном. Захваљујући Бертранду Раселу Фрегеова филозофијаје остварила изузетан утицај на рани развој аналитичке филозофије у англо-саксонском говорном подручју. Његов рад је имао средишњи утицај на филозофске радове Мајкла Дамета, једног од најистакнутијих британских филозофа друге половине 20. века.

## Значајни радови

### Логика, основа аритметике
Begriffsschrift: eine der arithmetischen nachgebildete Formelsprache des reinen Denkens (1879), Halle an der Saale: Verlag von Louis Nebert (online version).
- J. van Heijenoort (1967). „Begriffsschrift, a Formula Language, Modeled Upon That of Arithmetic, for Pure Thought”. From Frege to Gödel: A Source Book in Mathematical Logic, 1879-1931.. Harvard, MA: Harvard University Press, 1967, pp. 5–82.
- In English (selected sections revised in modern formal notation): R. L. Mendelsohn, The Philosophy of Gottlob Frege, Cambridge: Cambridge University Press, 2005: "Appendix A. Begriffsschrift in Modern Notation: (1) to (51)" and "Appendix B. Begriffsschrift in Modern Notation: (52) to (68)."[а]

Die Grundlagen der Arithmetik: Eine logisch-mathematische Untersuchung über den Begriff der Zahl , Breslau: Verlag von Wilhelm Koebner (online version (PDF).).
- The Foundations of Arithmetic: A Logico-Mathematical Enquiry into the Concept of Number. Превод: J. L. Austin. Oxford: Basil Blackwell. 1950. Непознати параметар |orig-title= игнорисан (помоћ). Band I (1893); Band II (1903), Jena: Verlag Hermann Pohle (.
- In English (translation of selected sections), "Translation of Part of Frege's Grundgesetze der Arithmetik" translated and edited Peter Geach and Max Black in Translations from the Philosophical Writings of Gottlob Frege, New York, NY: Philosophical Library, 1952, pp. 137–158.
- In German (revised in modern formal notation): Grundgesetze der Arithmetik, Korpora (portal of the University of Duisburg-Essen), 2006: „Band I” (PDF). Архивирано из оригинала (PDF) 21. 10. 2016. г. Приступљено 06. 08. 2022. and „Band II” (PDF). Архивирано из оригинала (PDF) 29. 08. 2017. г. Приступљено 06. 08. 2022..
- In German (revised in modern formal notation): Grundgesetze der Arithmetik – Begriffsschriftlich abgeleitet. Band I und II: In moderne Formelnotation transkribiert und mit einem ausführlichen Sachregister versehen, edited by T. Müller, B. Schröder, and R. Stuhlmann-Laeisz, Paderborn: mentis, 2009.
- Basic Laws of Arithmetic. Oxford: Oxford University Press. 2013. ISBN 978-0-19-928174-9.. translated and edited with an introduction by Philip A. Ebert and Marcus Rossberg. .

### Филозофске студије
"Function and Concept" (1891)
- Original: "Funktion und Begriff", an address to the Jenaische Gesellschaft für Medizin und Naturwissenschaft, Jena, 9 January 1891.
- In English: "Function and Concept".

"On Sense and Reference" (1892)
- Original: "Über Sinn und Bedeutung", in Zeitschrift für Philosophie und philosophische Kritik C (1892): 25–50.
- In English: "On Sense and Reference", alternatively translated (in later edition) as "On Sense and Meaning".

"Concept and Object" (1892)
- Original: "Ueber Begriff und Gegenstand", in Vierteljahresschrift für wissenschaftliche Philosophie XVI (1892): 192–205.
- In English: "Concept and Object".

"What is a Function?" (1904)
- Original: "Was ist eine Funktion?", in Festschrift Ludwig Boltzmann gewidmet zum sechzigsten Geburtstage, 20 February 1904, S. Meyer (ed.), Leipzig, 1904, pp. 656–666.[16]
- In English: "What is a Function?".
- Logical Investigations (1918–1923). Frege intended that the following three papers be published together in a book titled Logische Untersuchungen (Logical Investigations). Though the German book never appeared, the papers were published together in Logische Untersuchungen, ed. G. Patzig, Vandenhoeck & Ruprecht, 1966, and English translations appeared together in Logical Investigations, ed. Peter Geach, Blackwell, 1975.
- 1918–19. "Der Gedanke: Eine logische Untersuchung" ("The Thought: A Logical Inquiry"), in Beiträge zur Philosophie des Deutschen Idealismus I:[б] 58–77.
- 1918–19. "Die Verneinung" ("Negation") in Beiträge zur Philosophie des Deutschen Idealismus I: 143–157.
- 1923. "Gedankengefüge" ("Compound Thought"), in Beiträge zur Philosophie des Deutschen Idealismus III: 36–51.

### Чланци о геометрији
- 1903: "Über die Grundlagen der Geometrie". II. Jahresbericht der deutschen Mathematiker-Vereinigung XII (1903), 368–375.
  - In English: "On the Foundations of Geometry".
- 1967: Kleine Schriften. (I. Angelelli, ed.). Darmstadt: Wissenschaftliche Buchgesellschaft, 1967 and Hildesheim, G. Olms, 1967. "Small Writings" a collection of most of his writings (e.g., the previous), posthumously published.